# Championnat d'Autriche de football 2017-2018
Navigation
Édition précédente Édition suivante
La saison 2017-2018 du championnat d'Autriche est la 107e saison de l'histoire de la compétition. Elle oppose les dix meilleurs clubs d'Autriche en une série de trente-six journées. Lors de cette saison, le Red Bull Salzbourg défend son titre face à neuf autres équipes dont un promu d'Erste Liga.
Trois places qualificatives pour les compétitions européennes sont attribuées par le biais du championnat : une pour le troisième tour de qualification de la Ligue des champions de la voie des champions et une deuxième place pour la voie de la Ligue et deux pour le deuxième tour de qualification de la Ligue Europa en Ligue Europa. La dernière place européenne est celle réservée au vainqueur de la ÖFB-Cup qui est qualificative pour le troisième tour de qualification de la Ligue Europa. Si celui-ci termine parmi les quatre premiers du classement, la place est récupérée par le cinquième du championnat.
Pour permettre l'élargissement du championnat de dix à douze équipes pour la saison 2018-2019, le dernier du classement n'est plus directement relégué mais affronte le troisième d'Erste Liga dans le cadre d'un barrage de promotion-relégation pour tenter de conserver sa place en Bundesliga, tandis que les deux meilleurs clubs d'Erste Liga sont directement promus en Bundesliga.
Le Red Bull Salzbourg remporte son douzième titre de champion d'Autriche.

## Participants
| \| Austria Vienne Rapid Vienne Sturm Graz Red Bull Salzbourg Admira Wacker Wolfsberger AC Rheindorf Altach SV Mattersburg SKN Sankt Pölten LASK Linz \| Localisation des clubs engagés dans le championnat. |
| Austria Vienne Rapid Vienne Sturm Graz Red Bull Salzbourg Admira Wacker Wolfsberger AC Rheindorf Altach SV Mattersburg SKN Sankt Pölten LASK Linz                                                           |

Légende des couleurs
- Troisième tour de qualification de la Ligue des champions 2017-2018
- Troisième tour de qualification de la Ligue Europa 2017-2018
- Deuxième tour de qualification de la Ligue Europa 2017-2018
- Promu de Erste Liga

| Club                  | Se maintient depuis | Classement 2016-2017 | Entraîneur         | Depuis | Stade              | Capacité théorique |
| --------------------- | ------------------- | -------------------- | ------------------ | ------ | ------------------ | ------------------ |
| Red Bull Salzbourg    | 2005                | 1                    | Adi Hütter         | 2014   | Red Bull Arena     | 31 895             |
| Austria Vienne        | 1926                | 2                    | Gerald Baumgartner | 2014   | Stade Ernst-Happel | 50 865             |
| Sturm Graz            | 1966                | 3                    | Franco Foda        | 2014   | Merkur-Arena       | 16 364             |
| Rheindorf Altach      | 2014                | 4                    | Damir Canadi       | 2013   | Cashpoint-Arena    | 8 500              |
| Rapid Vienne          | 1911                | 5                    | Zoran Barisic      | 2013   | Allianz Stadion    | 28 345             |
| Admira Wacker Mödling | 2011                | 6                    | Walter Knaller     | 2013   | BSFZ-Arena         | 10 600             |
| SV Mattersburg        | 2015                | 7                    | Ivica Vastić       | 2013   | Pappelstadion      | 15 700             |
| Wolfsberger AC        | 2012                | 8                    | Dietmar Kühbauer   | 2013   | Lavanttal-Arena    | 7 300              |
| Sankt Pölten          | 2016                | 9                    | Karl Daxbacher     | 2015   | NV Arena           | 8 000              |
| LASK Linz             | 2017                | 1 (D2)               | Oliver Glasner     | 2015   | Waldstadion        | 7 870              |

## Compétition
Le classement est calculé avec le barème de points suivant : une victoire vaut trois points, le match nul un. La défaite ne rapporte aucun point.
Critères de départage :
1. plus grand nombre de points ;
2. plus grande différence de buts générale ;
3. plus grand nombre de buts marqués ;
4. plus grande différence de buts particulière ;
5. meilleure place au Challenge du fair-play (1 point par joueur averti, 3 points par joueur exclu)

### Classement
| Rang | Équipe               | Pts | J  | G  | N  | P  | Bp | Bc | Diff |
| ---- | -------------------- | --- | -- | -- | -- | -- | -- | -- | ---- |
| 1    | Red Bull Salzbourg T | 83  | 36 | 25 | 8  | 3  | 81 | 29 | +52  |
| 2    | Sturm Graz C         | 70  | 36 | 22 | 4  | 10 | 68 | 45 | +23  |
| 3    | Rapid Vienne         | 62  | 36 | 17 | 11 | 8  | 66 | 41 | +25  |
| 4    | LASK Linz P          | 57  | 36 | 17 | 6  | 13 | 49 | 41 | +8   |
| 5    | Admira Wacker        | 51  | 36 | 15 | 6  | 15 | 59 | 66 | -7   |
| 6    | SV Mattersburg       | 46  | 36 | 12 | 10 | 14 | 50 | 56 | -6   |
| 7    | Austria Vienne       | 43  | 36 | 12 | 7  | 17 | 51 | 55 | -4   |
| 8    | Rheindorf Altach     | 38  | 36 | 10 | 8  | 18 | 35 | 51 | -16  |
| 9    | Wolfsberger AC       | 33  | 36 | 8  | 9  | 19 | 31 | 57 | -26  |
| 10   | Sankt Pölten         | 20  | 36 | 5  | 5  | 26 | 28 | 77 | -49  |

|  | Qualification pour le 3e tour de qualification de la Ligue des champions 2018-2019 |
|  | Qualification pour le 3e tour de qualification de la Ligue Europa 2018-2019        |
|  | Qualification pour le 2e tour de qualification de la Ligue Europa 2018-2019        |
|  | Barrages de relégation                                                             |
|  | T : Tenant du titre C : Vainqueur de la Coupe d'Autriche P : Promu de D2           |

### Résultats

#### Journées 1 à 18
| Résultats (▼dom., ►ext.) | AWM | AUS | ALT | LASK | RAP | RBS | SPO | STU | MAT | WOL |
| Admira Wacker            |     | 1-3 | 4-1 | 4-2  | 3-1 | 1-0 | 1-1 | 2-1 | 2-0 | 0-0 |
| Austria Vienne           | 2-3 |     | 2-0 | 2-0  | 0-1 | 1-1 | 5-1 | 2-3 | 1-3 | 2-2 |
| Rheindorf Altach         | 2-2 | 3-0 |     | 2-4  | 2-2 | 0-1 | 3-0 | 1-2 | 1-0 | 3-2 |
| LASK Linz                | 3-0 | 2-2 | 0-0 |      | 1-2 | 1-3 | 2-0 | 2-1 | 2-2 | 2-0 |
| Rapid Vienne             | 1-0 | 2-2 | 1-2 | 1-0  |     | 2-3 | 1-0 | 1-2 | 2-2 | 4-2 |
| Red Bull Salzbourg       | 5-1 | 0-0 | 2-0 | 1-1  | 2-2 |     | 5-1 | 5-0 | 2-0 | 2-1 |
| Sankt Pölten             | 1-1 | 1-0 | 1-2 | 0-1  | 1-4 | 1-3 |     | 0-3 | 0-0 | 0-0 |
| Sturm Graz               | 6-1 | 3-0 | 0-0 | 1-0  | 0-0 | 1-0 | 3-2 |     | 3-2 | 2-1 |
| SV Mattersburg           | 0-5 | 1-3 | 1-0 | 1-0  | 0-1 | 1-2 | 1-1 | 2-3 |     | 1-0 |
| Wolfsberger AC           | 2-0 | 1-2 | 1-0 | 0-0  | 0-0 | 0-2 | 2-1 | 0-2 | 2-2 |     |

#### Journées 19 à 36
| Résultats (▼dom., ►ext.) | AWM | AUS | ALT | LASK | RAP | RBS | SPO | STU | MAT | WOL |
| Admira Wacker            |     | 2-1 | 3-1 | 0-1  | 2-1 | 2-6 | 0-2 | 2-4 | 1-1 | 4-2 |
| Austria Vienne           | 0-0 |     | 2-1 | 1-3  | 0-4 | 4-0 | 4-0 | 1-0 | 2-3 | 2-0 |
| Rheindorf Altach         | 1-2 | 1-0 |     | 0-2  | 0-0 | 0-1 | 1-3 | 0-0 | 1-1 | 2-1 |
| LASK Linz                | 1-0 | 1-0 | 2-0 |      | 0-2 | 1-0 | 2-1 | 0-2 | 3-1 | 1-3 |
| Rapid Vienne             | 4-1 | 1-1 | 4-1 | 2-0  |     | 1-4 | 2-1 | 1-1 | 2-2 | 5-1 |
| Red Bull Salzbourg       | 2-1 | 5-0 | 3-1 | 0-0  | 1-0 |     | 4-0 | 4-1 | 2-0 | 2-0 |
| Sankt Pölten             | 1-2 | 2-0 | 1-2 | 1-3  | 0-5 | 0-2 |     | 1-5 | 0-3 | 0-1 |
| Sturm Graz               | 2-0 | 0-2 | 1-0 | 3-1  | 4-2 | 2-4 | 3-2 |     | 3-0 | 0-1 |
| SV Mattersburg           | 3-2 | 2-1 | 0-1 | 2-1  | 2-4 | 2-2 | 1-1 | 1-0 |     | 5-1 |
| Wolfsberger AC           | 1-3 | 2-1 | 0-0 | 0-3  | 0-0 | 0-0 | 0-1 | 2-1 | 0-2 |     |

### Barrage de promotion-relégation
Le dernier du championnat affronte le troisième de la deuxième division à la fin de la saison dans le cadre d'un barrage aller-retour.
| Équipe             | Aller | Total | Retour | Équipe           |
| ------------------ | ----- | ----- | ------ | ---------------- |
| SC Wiener Neustadt | 0-2   | 1-3   | 1-1    | SKN Sankt Pölten |

### Meilleurs buteurs
| Rang | Joueur                | Club               | Buts |
| ---- | --------------------- | ------------------ | ---- |
| 1    | Munas Dabbur          | Red Bull Salzbourg | 13   |
| 2    | Christoph Knasmüllner | Admira Wacker      | 12   |
| 3    | Deni Alar             | Sturm Graz         | 10   |

Mise à jour au 8 février 2018.